# Paravilla fumosa
Paravilla fumosa är en tvåvingeart som beskrevs av Hall 1981. Paravilla fumosa ingår i släktet Paravilla och familjen svävflugor.
Artens utbredningsområde är Kalifornien. Inga underarter finns listade i Catalogue of Life.